# Santuario de Deméter y Perséfone (Priene)
El Santuario de Deméter y Perséfone era un antiguo santuario en Priene, en Asia Menor, actual Turquía.

## Historia
Se construyó inmediatamente después del restablecimiento de Priene en el periodo clásico griego y el helenístico en torno a 350-300 a. C. Fue modificado durante el período romano, lo que indica que seguía en uso en aquella época.

## Descripción
El santuario estaba situado en la parte más septentrional de la ciudad baja de Priene, al pie de la empinada ladera sur de la acrópolis. Constaba de un santuario o témenos, separado por una valla y construido en paralelo a la pendiente, es decir, de este a oeste. Su entrada se encontraba en el extremo oriental. Había un templo en el lado oeste del témenos y un altar en la esquina noreste. Todo el témenos medía aproximadamente 17,8 × 45,1 m. La anchura de la puerta del lado este era de 1,6 m.

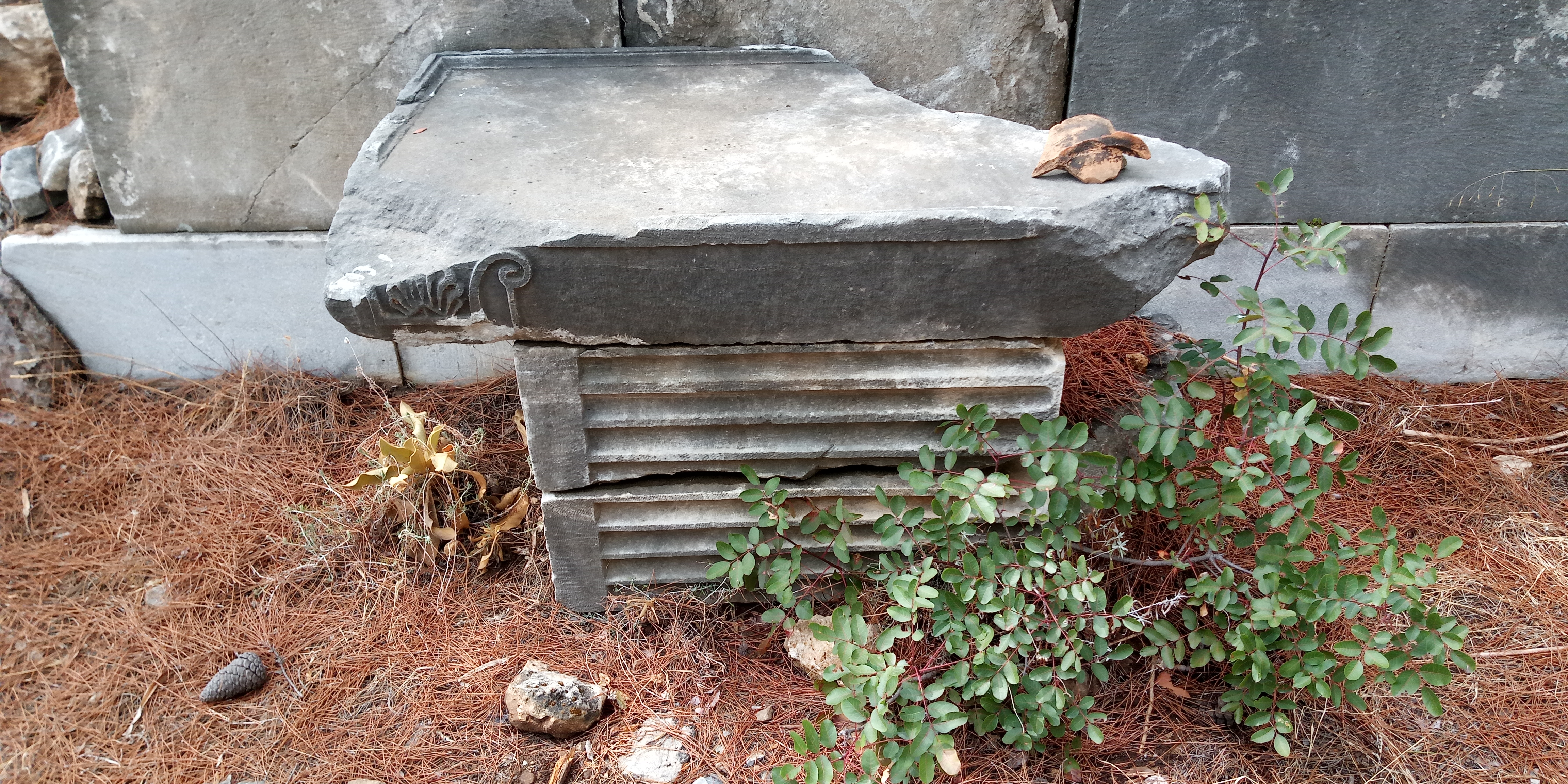
Ruinas del santuario.

Era de estilo dórico. Era un templo en antas con un pronaos columnado de unos 8,9 m de ancho y 4,8 m de profundidad. La naos, o cella, del templo era de forma irregular, orientada al sur, y excepcionalmente más ancha que profunda: su anchura máxima era de unos 11,7 m y su profundidad de unos 6,5 m. En el interior de la cella había bancos para ofrendas votivas. En el lado norte del templo había dos cámaras más pequeñas. El santuario también estaba asociado a un pozo de sacrificios, donde presumiblemente se vertía la sangre de los animales sacrificados. El altar se añadió en época romana.
Se han encontrado pedestales de estatuas y estatuas en miniatura de cultos a la fertilidad hechas de terracota. En la entrada había dos estatuas, interpretadas como estatuas de las sacerdotisas Timonasa y Niceso. Algunos hallazgos en el emplazamiento del santuario son anteriores al restablecimiento de la ciudad y podrían indicar que la antigua ciudad también se encontraba en el mismo lugar.